# Upper Saddle River
Pour les articles homonymes, voir Saddle River.
Upper Saddle River est un borough du comté de Bergen, au New Jersey. On y comptait 7 741 habitants lors du recensement des États-Unis de 2000.

## Histoire
Upper Saddle River est fondé au XVIIIe siècle par des colons, majoritairement Danois, qui construisent des moulins le long de la Saddle River. Le 22 novembre 1894, l'agglomération devient officiellement un quartier. Ce dernier demeure rural jusqu'aux années 1950. Le développement des banlieues du New Jersey amène sa population à quadrupler entre 1960 et 1980, pour ensuite se stabiliser les vingt années suivantes.

## Personnalités
- Paula Bontempi est la doyenne de la Graduate School of Oceanography